# Rudolf-Harbig-Stadion
O Glücksgas-Stadion (escrito glücksgas stadion, de 1971 até 1990 Dynamo - Stadion, antes, de 1951 a 1971 e depois de 2010, Rudolf-Harbig-Stadion) é um estádio de futebol da cidade de Dresden, na Alemanha. Pertence a cidade de Dresden e é a casa do clube Sportgemeinschaft Dynamo Dresden, que disputa a 2. Fußball-Bundesliga. O estádio tem capacidade para 32.066 pessoas.

## História

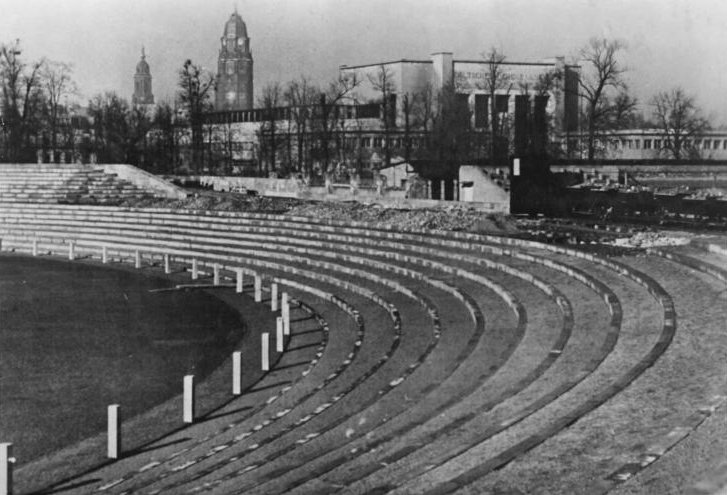
Reconstrução em 1951

O estádio (na época Ilgen-Kampfbahn) foi inaugurado em 1923. Parcialmente destruído durante a Segunda Guerra Mundial foi reinaugurado em 23 de setembro de 1951 com a denominação Rudolf-Harbig-Stadion, nome mudado pelo regime da Alemanha Oriental em 1971 para Dynamo-Stadion.
Em 2007, o estádio foi completamente demolido para dar lugar a uma reconstrução que foi inaugurada em 15 de setembro de 2009 com um jogo de amizade do clube local contra o Schalke 04. Em dezembro de 2010, passou a se chamar Glücksgas-Stadion num contrato de naming rights com uma empresa do setor de energia.

## Eventos notórios
- Copa do Mundo de Futebol Feminino Sub-20 de 2010
- Copa do Mundo de Futebol Feminino de 2011